# Naturalismo metafísico
Naturalismo metafísico, também chamado de Naturalismo Ontológico, Naturalismo Filosófico e Materialismo Científico é a visão de mundo que sustenta que não há nada além de elementos naturais, princípios e relações do tipo estudado pelas ciências naturais, ou seja, aqueles necessários para entender o nosso ambiente físico, a modelagem matemática. Em contraste, o Naturalismo Metodológico é a suposição do naturalismo como uma metodologia da ciência, para o qual fornece o naturalismo metafísico como único possível fundamento ontológico. Em termos gerais, a perspectiva teológica correspondente é o naturalismo religioso ou naturalismo espiritualista. Mais especificamente, o naturalismo metafísico rejeita os conceitos e explicações que fazem parte de muitas religiões sobrenaturais.

## Definição
Metafísica é uma filosofia que defende que a natureza engloba tudo o que existe em todo o espaço-tempo. A natureza (o Universo ou o Cosmos) consiste apenas de elementos naturais ou processos naturais que reduzem a elementos naturais, cujos blocos de construção fundamentais são espaço-temporais, físicos e substancialmente de energia-massa. Por exemplo, o astrônomo Carl Sagan, um agnóstico, descreveu o cosmos como "tudo o que é, já foi ou será". conceitos abstratos ou substâncias quase-físicas, tais como informações, ideias, valores, lógica, matemática, intelecto, e outros fenómenos emergentes, quer sejam físicas ou supervenientes a ele, podem ser reduzidas a uma conta física. O sobrenatural não existe, o que quer dizer que só a natureza é real.
Naturalismo, em seu uso recente, é uma espécie de monismo filosófico segundo o qual tudo o que existe ou acontece é natural no sentido de serem suscetíveis a explicação através de métodos que, embora paradigmaticamente exemplificados nas ciências naturais, são contínuos de domínio para domínio, de objetos e eventos. Assim, o naturalismo é polemicamente definido, repudiando a visão de que existe ou poderiam existir quaisquer entidades que se encontram, em princípio, fora do âmbito da explicação científica.
- Arthur C. Danto, The Encyclopedia of Philosophy, Naturalism 
De acordo com Steven Schafersman, presidente da Texas Citizens for Science, um grupo de defesa adversária do criacionismo nas escolas públicas, o naturalismo é uma filosofia metafísica que entra em oposição principalmente com o Criacionismo Bíblico." 

Em relação à imprecisão do termo geral "naturalismo", David Papineau traça o uso atual para os filósofos, no início do século XX na América, como John Dewey, Ernest Nagel, Sidney Hook e Roy Wood Sellars: "Assim entendido," naturalismo "não é particularmente prazo informativo como aplicado a filósofos contemporâneos. A grande maioria dos filósofos contemporâneos ficaria feliz em aceitar o naturalismo como apenas caracterizada, isto é, eles rejeitarem entidades "sobrenaturais", e permitir que a ciência é um caminho possível (se não necessariamente a única) às verdades importantes sobre o "espírito humano". " Papineau observa que filósofos amplamente consideram o naturalismo como um" positivo "prazo, e" alguns filósofos ativos hoje em dia estamos felizes em anunciar-se como 'não-naturalistas' ", embora salientando que "filósofos preocupados com religião tendem a ser menos entusiasmados com" naturalismo "" e que, apesar da divergência "inevitável" devido à sua popularidade, se mais de uma interpretação estrita, (para o desgosto de John McDowell, David Chalmers e Jennifer Hornsby, por exemplo) , aqueles não tão desqualificado permanecem, no entanto, o conteúdo "para definir o bar para" naturalismo "maior". [5]
O Filósofo e Teólogo Alvin Plantinga, um conhecido crítico do naturalismo em geral, comenta: "O naturalismo não é, presumivelmente, uma religião. No entanto, em um aspecto muito importante, se assemelha a uma Religião: Pode-se dizer que executa a função cognitiva de uma religião. Há que gama de profundas questões humanas a que uma religião tipicamente fornece uma resposta... Como uma religião típica, o naturalismo dá um conjunto de respostas a estas e outras questões." 

### Naturalismo Metodológico
O Naturalismo Metafísico é uma abordagem para a metafísica ou a Ontologia, que trata da existência per se. E não deve ser confundida com o naturalismo metodológico, que vê o empirismo como base para o método científico.
Em matéria de ciência e evolução, Eugenie C. Scott, um adversário notável do Criacionismo ou Design Inteligente no ensino nas escolas públicas dos EUA, salienta a importância da separação metafísica do naturalismo metodológico:

Se é importante para os americanos aprenderem sobre a ciência e a evolução, dissociar as duas formas de naturalismo é uma estratégia essencial... Eu sugiro que os cientistas possam aliviar algumas das oposições a evolução, primeiro reconhecendo que a grande maioria dos americanos são crentes, e que a maioria dos americanos querem manter a sua fé. É demonstrável que os indivíduos podem manter crenças religiosas e ainda aceitarem a evolução como ciência. Os cientistas devem evitar confundir o Naturalismo Metodológico da ciência com o Naturalismo Metafísico. 
- Eugenie C. Scott, Creationism, Ideology, and Science

### A falta de necessidade de culto
O historiador Richard Carrier, em seu livro Sense and Goodness without God: a defense of Metaphysical Naturalism, descreve o naturalismo metafísico como uma filosofia "em que a adoração é substituída pela curiosidade, a devoção com a diligência, a santidade com a sinceridade, o ritual com o estudo, e as escrituras com todo o mundo e de toda a aprendizagem humana". Carrier escreveu que é dever do naturalista "questionar todas as coisas e ter uma crença bem fundamentada no que é bem investigado e bem provado, ao invés do que é apenas bem-afirmado ou de bom-gosto".

## Ciência e Naturalismo
Enquanto o naturalismo seja uma metafísica per se, no sentido mais geral, a filosofia naturalista expressa por Kate e Vitaly (2000) alega que "há certos pressupostos filosóficos feitos na base do método científico - ou seja, que a realidade é objetiva e consistente, que os seres humanos têm a capacidade de perceber a realidade com precisão, e que explicações racionais existem para elementos do mundo real. Essas suposições são a base do naturalismo, a filosofia em que a ciência está ligada à terra".  Como observou Steven Schafersman, o naturalismo metodológico é "a adoção ou a assunção do naturalismo filosófico dentro do método científico com ou crença a não que [...] a ciência não é metafísica e não depende da verdade suprema de qualquer metafísica para o seu sucesso (embora a ciência tenha implicações metafísicas), mas o naturalismo metodológico deve ser adotado como uma estratégia ou hipótese de trabalho para a ciência ter sucesso. Podemos, portanto, ser agnósticos sobre a verdade última do naturalismo, mas devemos, no entanto, adotá-lo e investigar a natureza como se a natureza for tudo o que existe". [2] Ao contrário de outros adversários notáveis que ensinam o criacionismo ou o Design Inteligente em escolas públicas dos EUA, tais como Eugenie Scott, Schafersman afirma que "enquanto a ciência como um processo requer apenas o naturalismo metodológico, eu acho que a suposição do naturalismo metodológico por cientistas e outros lógica e moralmente implica o naturalismo ontológico". [2], bem como a afirmação da mesma forma controversa: "Eu sustento que a prática ou a adoção do naturalismo metodológico implica uma crença lógica e moral no naturalismo ontológico, para que eles não sejam logicamente dissociados" [2] Por outro lado, Scott argumenta que:
deve ser feita uma distinção clara entre a ciência como uma forma de saber sobre o mundo natural e a ciência como base para visões filosóficas. Uma deve ser ensinada aos nossos filhos na escola, e os outros podem, opcionalmente, ser ensinados aos nossos filhos em casa. Uma vez que este ponto de vista é explicado, eu encontrei muito mais apoio do que desacordo entre os meus colegas da Universidade. Mesmo alguém que possa discordar com minha lógica ou entendimento de filosofia da ciência, muitas vezes entendem as razões estratégicas para a separação do naturalismo metodológico com o materialismo filosófico - Se queremos mais americanos compreendendo a evolução.
- Eugenie C. Scott, Science and Religion, Methodology and Humanism
No entanto, existem outras controvérsias, Arthur Newell Strahler incorpora as distinções antrópicas peculiares em nome do naturalismo: "A visão naturalista é que o universo particular observamos entrou em existência e tem operado através de todos os tempos e em todas as suas partes, sem o ímpeto ou orientação de qualquer agência sobrenatural. A visão naturalista é defendida pela ciência como pressuposto fundamental ". Também conhecidos como o plano de Independência, o Princípio Cosmológico, o Princípio da Universalidade, o Princípio da Uniformidade, ou uniformitarianismo, existem pressupostos filosóficos importantes que não podem ser derivados da natureza. Como observado por Stephen Jay Gould: "Você não pode ir a um afloramento rochoso e observar a constância das leis da natureza ou o funcionamento de processos desconhecidos. Ele funciona ao contrário". Você primeiro assume essas proposições e "então você vai para a safra nas rochas".  "A suposição da invariância espacial e temporal das leis naturais não é de forma única da geologia, uma vez que equivale a um mandado indutivo a inferência que, como Bacon mostrou há quase 400 anos, é o modo básico de raciocínio na ciência empírica. Sem assumir esta invariância espacial e temporal, não temos nenhuma base para extrapolar a partir do conhecido para o desconhecido e, portanto, não há maneira de alcançar conclusões gerais de um número finito de observações (Desde a suposição sendo em si justificada por indução, pode de forma alguma "provar" a validade da indução - um esforço praticamente abandonado depois de Hume que demonstrou a sua inutilidade há dois séculos)". Gould também observa que os processos naturais, tais como "a uniformidade do processo" de Lyell são uma suposição: "Como tal, é outra hipótese a priori compartilhada por todos os cientistas e não uma declaração sobre o mundo empírico"  Tais suposições através do tempo e espaço são necessários para que os cientistas extrapolarem para o passado não observável, de acordo com GG Simpson:. "A uniformidade é um postulado improvável é justificado, ou mesmo necessário, em dois fundamentos. Em primeiro lugar, nada no nosso conhecimento incompleto, mas extenso, da história discorda com ele; Em segundo lugar, apenas esse postulado é uma interpretação racional da história possível, e nós temos legitimidade para pedir aos cientistas como devemos buscar tal interpretação racional"  e de acordo com R. Hooykaas: "O princípio da uniformidade não é uma lei, não é uma regra estabelecida após a comparação dos fatos, mas um princípio, precedendo a observação dos fatos [...] É o princípio lógico da parcimônia de causas e de economia de noções científicas. Ao explicar mudanças passadas por analogia com os fenômenos atuais, é estabelecido um limite de conjectura, pois só existe uma maneira em que duas coisas são iguais, mas há uma infinidade de formas em que se poderiam supor diferente". 

## Várias Crenças associadas
Naturalistas contemporâneos possuem uma grande diversidade de crenças dentro do Naturalismo Metafísico. A maioria dos naturalistas metafísicos adotaram alguma forma de materialismo ou fisicalismo.

### Universo Não-Projetado
Naturalistas metafísicos alegam que os fatos e teorias científicas que temos de explicar as origens do universo não fornecem nenhuma evidência para seres sobrenaturais ou divindades, Como explica Richard Carrier:
...Nenhuma outra visão de mundo é direta e substancialmente apoiada por qualquer prova científica, ao passo que todas as provas científicas até agora suportam o Naturalismo Metafísico, muitas vezes diretamente, mas às vezes de forma substancial. Embora o naturalismo ainda não tenha sido provado, é a melhor aposta. 
Pode-se dizer que, ou ele sempre existiu ou tinha uma origem puramente natural, não sendo criada nem projetada.

### Abiogênese e Evolução
Desde que a natureza seja tudo que existe, e não havia nenhuma vida uma vez, a abiogênese é implícita: a de que a vida surgiu espontaneamente por causas naturais. Muitos Naturalistas a aceitam com razão, assim como o fato de que a evolução aconteceu. Eles sustentam que a existência da humanidade não é por Design Inteligente, mas sim um processo natural de emergência.

### Ética e Meta-Ética
Alguns abraçam a ética da virtude e muitos não veem nenhum argumento convincente contra o naturalismo ético. Alguns podem advogar para uma ciência da moralidade. Um exemplo de uma tentativa de aterrar um sistema de Meta-ética naturalista é o capítulo de Richard Carrier "fatos morais existem naturalmente (e Ciência poderia encontrá-los)", que foi revisto por vários filósofos avaliadores de renome. Ele se propõe a provar um realismo moral centrado em torno de satisfação humana. Alexander Rosenberg expressou uma posição contrária que os naturalistas, em geral, têm de aceitar o niilismo moral.

### A mente é um fenômeno natural
Se qualquer variedade de naturalismo metafísico é verdadeira, quaisquer propriedades mentais que existem são causados por ela ontologicamente dependentes da natureza. No entanto, alguns naturalistas metafísicos considerar o mental estando fora de quadra, assim como o sobrenatural.
Naturalistas metafísicos não acreditam em alma ou espírito, nem em fantasmas, e ao explicar o que constitui a mente raramente apelam para o dualismo substancial. Se a mente da pessoa, ou melhor, a própria identidade e existência como pessoa, é inteiramente o produto de processos naturais, três conclusões se seguem. De acordo com W.T. Stace, Primeiro, todos os conteúdos mentais (como ideias, teorias, emoções, valores morais e pessoais, ou respostas estéticas) existem em construções unicamente computacionais de um cérebro e da genética, não como coisas que existem independentemente destes. Em segundo lugar, os danos para o cérebro (independentemente de quão sejam) devem ser de grande preocupação. Em terceiro lugar, ninguém sobrevive a morte ou a destruição do cérebro, o que quer dizer, todos os seres humanos são mortais. Stace, no entanto, acredita que o misticismo extático põe em causa a presunção de que a consciência é impossível sem o processamento de dados.

### Utilitário da razão
Naturalistas metafísicos sustentam que razão é o refinamento e a melhoria das faculdades naturalmente evoluídas. A certeza da lógica dedutiva permanece sem explicação por este ponto de vista essencialmente probabilístico. No entanto, naturalistas acreditam que qualquer um que deseja ter mais crenças verdadeiras do que falsas devem procurar aperfeiçoar e consistentemente empregar sua razão em testes e crenças que os formam. Métodos empíricos (especialmente aqueles de uso comprovado no campo das ciências) são insuperáveis para descobrir os fatos da realidade, enquanto que os métodos da razão pura sozinhos podem seguramente descobrir erros lógicos.

### O valor da Sociedade
Os seres humanos são animais sociais, a razão pela qual a humanidade desenvolveu uma cultura e civilização. Em termos de evolução, isto significa que o sucesso reprodutivo diferencial de alguma forma dependia de características que permitem o desenvolvimento e manutenção de uma cultura e civilização saudável e produtiva.

## História

### Período antigo
O Naturalismo metafísico parece ter se originado na filosofia grega. Os primeiros filósofos pré-socráticos, como Tales, Anaxágoras ou especialmente o atomista Demócrito, foram rotulados pelos seus pares e sucessores "a physikoi" (do φυσικός ou physikos grego, significando "filósofo natural," empréstimo da palavra φύσις ou physis, ou seja, "natureza"), porque eles investigaram causas naturais, excluindo muitas vezes qualquer papel para deuses no criação ou o funcionamento do mundo. Isso levou a sistemas totalmente desenvolvidos, como o epicurismo, que procuravam explicar tudo o que existe como o produto de átomos caindo e desviando em um vazio.
O mundo de Platão das Formas eternas e imutáveis, imperfeitamente representadas na matéria por um artesão divino, contrasta fortemente com os diversos mecanicistas de Weltanschauungen, dos quais atomismo foi, pelo quarto século, pelo menos, o mais proeminente... Este debate persistiu durante todo o mundo antigo. O Mecanismo Atomística foi um grande feito de Epicuro... enquanto os estoicos adotaram uma teleologia divina... A escolha parece simples: mostrar como um mundo estruturado regular poderia surgir de processos sem direção, ou injetar uma inteligência no sistema. Foi assim que Aristóteles (384-322 a.C.), quando ainda um jovem acólito de Platão, viu tais questões. Cicero (Sobre a Natureza dos Deuses 2.95 = P.12) preserva a própria imagem Caverna de Aristóteles: se trogloditas fossem trazidos de súbita no mundo superior, suporia imediatamente ele tivesse sido inteligentemente organizados. Mas Aristóteles cresceu abandonando essa visão; embora ele acreditasse em um ser divino, o Motor Primário não é a causa eficiente de ação no Universo, e não desempenha nenhum papel na construção ou organização... Mas, embora ele rejeitasse o Artífice divino, Aristóteles não recorria a um puro mecanismo de forças aleatórias. Em vez disso, ele tenta encontrar um meio-termo entre as duas posições, que dependem muito da noção de Natureza, ou physis.
- RJ Hankinson, Cause and Explanation in Ancient Greek Thought
Naturalismo metafísico é principalmente um fenômeno ocidental, mas uma ideia equivalente existe há muito tempo no Oriente. Embora sem nome e nunca articulado em um sistema coerente, uma tradição dentro da filosofia confucionista abraçou uma visão que pode ser chamado de naturalismo metafísico. Estas datam a tradição de Wang Chong no primeiro século, se não mais cedo, mas ela surgiu de forma independente e teve pouca influência sobre o desenvolvimento da filosofia naturalista moderna tanto na cultura oriental quanto na ocidental.

### Idade Média para a modernidade
Com a ascensão e o domínio do Cristianismo no Ocidente, e mais tarde a propagação do Islã, o naturalismo metafísico foi geralmente abandonado pelos intelectuais. Assim, há pouca evidência disso na Idade Média. A reintrodução da epistemologia empírica de Aristóteles, bem como tratado anteriormente perdidos pelos filósofos naturais greco-romanas durante o Renascimento, contribuiu para revolução científica que foi iniciada pelos escolásticos medievais, sem resultar em qualquer aumento perceptível no compromisso com o naturalismo. Não era até o início da era moderna pelo iluminismo que o naturalismo, como o de Bento Spinoza, David Hume, Denis Diderot, Julien La Mettrie, e Barão d'Holbach, entre outros, começaram a surgir novamente no séculos 17 e 18 .
Neste período, alguns naturalistas metafísicos aderiram a uma doutrina distinta, o materialismo, que se tornou a única categoria de naturalismo metafísico amplamente defendida até o século XX, quando avanços na física resultaram no abandono generalizado das formulações anteriores do materialismo. A Física do século XIX adicionado aos campos de força eletromagnética, e na questão do século XX foi encontrado ser uma forma de energia e, portanto, não fundamental como materialistas tinha assumido. Na filosofia, uma renovada atenção para o problema dos universais, filosofia da matemática, o desenvolvimento da lógica matemática, e o renascimento pós-positivista da metafísica e da filosofia da religião, inicialmente por meio de filosofia da linguagem de Wittgenstein, ainda chama o paradigma naturalista em causa. Desenvolvimentos como estes, juntamente com aqueles dentro da ciência e da filosofia da ciência, trouxeram novos avanços e revisões das doutrinas naturalistas por filósofos naturalistas na metafísica, a ética, a filosofia da linguagem, a filosofia da mente, epistemologia, etc. cujos produtos incluem o fisicalismo e eliminativismo, a superveniência, teorias causais de referência, monismo anômalo, epistemologia naturalizada (por exemplo reliabilismo), internalismo e externalismo, naturalismo ético, e dualismo de propriedade, por exemplo.
Atualmente, o naturalismo metafísico é mais amplamente aceito do que em séculos anteriores, especialmente, mas não exclusivamente, nas ciências naturais e comunidades filosóficas analíticas anglo-americanas. Enquanto a grande maioria da população do mundo continua firmemente empenhada em cosmovisões não-naturalistas, os defensores contemporâneos proeminentes do naturalismo e/ou teses naturalistas e doutrinas hoje incluem JJC Smart, David Malet Armstrong, David Papineau, Paul Kurtz, Brian Leiter, Daniel Dennett, Michael Devitt, Fred Dretske, Paul e Patricia Churchland, Mario Bunge, Jonathan Schaffer, Hilary Kornblith, Quentin Smith, Paul Draper, Michael Martin, entre muitos outros filósofos acadêmicos.
De acordo com David Papineau, o naturalismo contemporâneo é uma conseqüência do acúmulo de evidências científicas durante o século XX para o "fechamento causal da física", a doutrina de que todos os efeitos físicos podem ser explicados por causas físicas.

De acordo com Steven Schafersman, presidente da Texas Citizens for Science, um grupo de defesa adversária do criacionismo nas escolas públicas, [4] a adoção gradual do naturalismo metodológico posterior das metafísicas seguiu com o naturalismo e os avanços da ciência e do aumento de seu poder explicativo. Esses avanços também causaram a difusão de posições associadas com o naturalismo metafísico, como o existencialismo.
Em meados do século XX, a aceitação do fechamento causal do mundo físico levou a vistas naturalistas ainda mais fortes. A tese de fechamento causal implica que quaisquer causas mentais e biológicas devem elas próprias serem fisicamente constituídas, se eles são para produzir efeitos físicos. É, assim, dá origem a uma forma particularmente forte do naturalismo ontológico, ou seja, a doutrina fisicalista que qualquer Estado que tenha efeitos físicos deve ser ele mesmo físico.
A partir da década de 1950, os filósofos começaram a formular argumentos para o fisicalismo ontológico. Alguns destes argumentos apelaram explicitamente ao fechamento causal do mundo físico (Feigl 1958, Oppenheim e Putnam 1958). Em outros casos, a dependência de fechamento causal deitou abaixo da superfície. No entanto, não é difícil ver que, mesmo nestes últimos casos, a tese de fechamento causal desempenha um papel crucial.
- David Papineau, "Naturalism" na Stanford Encyclopedia of Philosophy

## Argumentos para o Naturalismo Metafísico
Alguns exemplos de argumentos para o Naturalismo Metafísico incluem o seguinte.

### Argumento de Mentes Físicas
No contexto de debates sobre criação e evolução, o co-fundador do Internet Infidels Jeffery Jay Lowder argumenta contra o que ele chama de "argumento dos preconceitos", que, a priori, o sobrenatural é simplesmente descartado devido a sua estipulação não examinada. Lowder acredita que "há boas razões empíricas para crer que o naturalismo metafísico é verdadeiro, e, portanto, uma negação da necessidade sobrenatural não ser baseada em uma suposição a priori". Ele oferece dois argumentos contra o Teísmo como provas empíricas, o argumento da mal de Paul Draper e o argumento das mentes físicas de Michael Tooley e: "...Uma vez que todos conhecem a atividade mental que tem uma base física, provavelmente não há mentes desencarnadas. Mas Deus é concebido como uma mente sem corpo Portanto, Deus provavelmente não existe"  Lowder argumenta a correlação entre a mente e o cérebro implicar que as almas sobrenaturais não existem porque a posição teísta, de acordo com Lowder, é que a mente depende dessa alma, em vez do cérebro. [33]

### Argumento cosmológico para o Naturalismo
Vai diretamente para a questão de como as leis da natureza são construídas. Ninguém sabe a resposta para isso. Ninguém! É uma hipótese perfeitamente legítima, na minha opinião, dizer que algum criador extremamente elegante fez essas leis. Mas eu acho que se você for por esse caminho, você deve ter a coragem de fazer a próxima pergunta, que é: De onde foi que o criador veio? E de onde é que a sua elegância veio? E se você diz que estava sempre lá, então por que não dizer que as leis da natureza estavam sempre lá e salvar o passo? 
- Carl Sagan, Conversas com Carl Sagan

## Argumentos contra o naturalismo metafísico
Alguns exemplos de argumentos contra o Naturalismo Metafísico incluem o seguinte.

### Argumento evolucionista contra o naturalismo
Alvin Plantinga é Professor Emérito de Filosofia da Universidade de Notre Dame, e o titular inaugural do Presidente Jellema em Filosofia na Calvin College. Ele é Cristão, e um conhecido crítico do Naturalismo. Ele argumenta, em seu argumento evolucionista contra o naturalismo, que a probabilidade de que a evolução produzam seres humanos com verdadeiras crenças de confiança, é baixa ou inescrutável, a menos que sua evolução seja orientada, por exemplo, por Deus. De acordo com David Kahan, da Universidade de Glasgow, a fim de compreender como as crenças são garantidas, uma justificativa deve ser encontrada no contexto do teísmo sobrenatural, como na epistemologia de Plantinga.
Plantinga argumenta que, em conjunto, o naturalismo e a evolução proporcionam um "obstáculo para a crença de que nossas faculdades cognitivas são confiáveis", intransponíveis, ou seja, um argumento cético ao longo das linhas do demônio de Descartes ou Cérebro em um cubo.
Tome o naturalismo filosófico como a crença que não há quaisquer entidades sobrenaturais - nenhuma pessoa como Deus, por exemplo. Minha alegação era que o naturalismo e a teoria evolucionista contemporânea estão em desacordos graves uns com os outros - e isso apesar do fato de que o último é normalmente pensado em ser um dos principais pilares de sustentação do Naturalismo. (É claro que eu não estou atacando a teoria da evolução, ou qualquer coisa naquele sentido, eu estou em vez disso atacando a conjunção do naturalismo com a visão de que os seres humanos evoluíram dessa forma, não vejo problemas semelhantes com a conjunção do teísmo e a ideia de que os seres humanos evoluíram no modo como a ciência evolutiva contemporânea sugere). Mais particularmente, eu argumentei que a conjunção do naturalismo com a crença de que nós, seres humanos, evoluimos em conformidade com a doutrina evolucionista atual... é de uma certa maneira interessante auto-destrutiva ou auto-referencialmente incoerente. 
- Alvin Plantinga, "Introduction" no Naturalism Defeated?: Essays on Plantinga's Evolutionary Argument Against Naturalism
Branden Fitelson da Universidade da Califórnia, Berkeley e Elliott Sober, da Universidade de Wisconsin-Madison argumentam que Plantinga deve mostrar que a combinação da evolução e o naturalismo também derrota a reivindicação mais modesta que "pelo menos uma minoria não desprezível de nossas crenças são verdadeiras", e que os defeitos tais como viés cognitivo são, todavia, consistentes com sendo feitos à imagem de um Deus racional. Considerando que a ciência evolutiva já reconhece que os processos cognitivos não são confiáveis, incluindo a falibilidade do próprio empreendimento científico, a dúvida hiperbólica de Plantinga não é mais um obstáculo para o naturalismo do que é para a metafísica teísta fundada em cima de um Deus não enganador que projetou a mente humana: "[nem] pode construir um argumento que não implore a pergunta e que refuta o ceticismo geral". O argumento de Plantinga também foi criticado pelo filósofo Daniel Dennett e pelo historiador Richard Carrier que argumentam que um aparato cognitivo para a verdade de fatos podem resultar da seleção natural .

### Argumento do Design Inteligente contra o naturalismo metafísico
O Dr. Yonatan Fishman defende que o que deve reger ciência são os dados e não preconceito algum, e em defesa do caso de Dover, assim resumiu: 
"Vários cientistas, filósofos e instituições científicas proeminentes argumentaram que a ciência não pode testar visões de mundo sobrenaturais com o argumento de que (1) a ciência pressupõe uma visão de mundo naturalista (Naturalismo) ou que (2) reivindicações envolvendo fenômenos sobrenaturais estão inerentemente além do escopo da investigação científica. O presente artigo argumenta que essas suposições são questionáveis e que, de fato, a ciência pode testar alegações sobrenaturais. Embora as evidências científicas possam finalmente apoiar uma visão de mundo naturalista, a ciência não pressupõe o Naturalismo como um compromisso a priori, e reivindicações sobrenaturais são passíveis de avaliação científica. Esta conclusão desafia a lógica por trás de uma recente decisão judicial nos Estados Unidos sobre o ensino de “Design Inteligente” nas escolas públicas como uma alternativa à evolução e as declarações oficiais de duas grandes instituições científicas que exercem uma influência substancial nas políticas educacionais da ciência nos Estados Unidos. Dado que a ciência tem implicações relativas à provável verdade das visões de mundo sobrenaturais, as alegações não devem ser excluídas a priori da educação científica, simplesmente porque elas podem ser caracterizadas como sobrenaturais, paranormais ou religiosas. Em vez disso, as alegações devem ser excluídas do ensino de ciências quando as evidências não as sustentam, independentemente de serem designadas como 'naturais' ou 'sobrenaturais'.

### Filosofia Pré-Moderna
Edward Feser, em seu livro The Last Superstition: A Refutation of New Atheism, estabelece um caso plenário contra o Naturalismo, retornando aos níveis da filosofia pré-moderna. A partir do segundo capítulo, Feser cita as respostas platônicas  e aristotélicas [43] para o problema do universo - ou seja, o realismo. Feser também oferece refutações ao nominalismo. E por defender o realismo e refutar o nominalismo, ele elimina o eliminativismo -. E, assim, o naturalismo - como uma posição racional.
No terceiro capítulo, Feser resume as três provas Tomás de Aquino para a existência de Deus. Embora a intenção seja refutar particularmente o Novo Ateísmo - Que, embora seja uma forma de naturalismo metafísico, nega a existência da metafísica por completo - em vez da metafísica naturalista em geral, os argumentos oferecidos por Aquino e explicados por Feser demonstram que um motor imóvel, uma causa primeira, sem causa  e uma inteligência suprema  devem necessariamente existir não como uma questão de probabilidade - como na exibição do Design Inteligente, especialmente de complexidade irredutível  -. mas como conseqüência de "óbvios, embora empíricos, pontos de partida" 
Feser faz questão de detalhar a filosofia de Aristóteles, e enfatizar a distinção entre a metafísica e a ciência, a fim que as premissas escolásticas de seu argumento repousassem sobre ela e não serem confundidos com uma tentativa de usar a ciência para provar a existência de Deus. Assim Feser está discutindo um caso metafísico contra não só o ateísmo, ou mesmo o cientificismo, mas também contra o naturalismo metafísico.

## Outras leituras

### Panorama Histórico
- Edward B. Davis and Robin Collins, "Scientific Naturalism." In Science and Religion: A Historical Introduction, ed. Gary B. Ferngren, Johns Hopkins University Press, 2002, pp. 322–34.

### Pró
- Gary Drescher, Good and Real, The MIT Press, 2006. [ISBN 0-262-04233-9]
- David Malet Armstrong, A World of States of Affairs, Cambridge: Cambridge University Press, 1997. [ISBN 0-521-58064-1]
- Mario Bunge, 2006, Chasing Reality: Strife over Realism, University of Toronto Press. ISBN 0-8020-9075-3 and 2001, Scientific Realism: Selected Essays of Mario Bunge, Prometheus Books. ISBN 1-57392-892-5
- Richard Carrier, 2005, Sense and Goodness without God: A Defense of Metaphysical Naturalism, AuthorHouse. ISBN 1-4208-0293-3
- Mario De Caro & David Macarthur (eds), 2004. Naturalism in Question. Cambridge, Mass: Harvard University Press. ISBN 0-674-01295-X
- Daniel Dennett, 2003, Freedom Evolves, Penguin. ISBN 0-14-200384-0 and 2006
- Andrew Melnyk, 2003, A Physicalist Manifesto: Thoroughly Modern Materialism, Cambridge University Press. ISBN 0-521-82711-6
- David Mills, 2004, Atheist Universe: Why God Didn't Have A Thing To Do With It, Xlibris. ISBN 1-4134-3481-9
- Jeffrey Poland, 1994, Physicalism: The Philosophical Foundations, Oxford University Press. ISBN 0-19-824980-2

### Contra
- James Beilby, ed., 2002, Naturalism Defeated? Essays on Plantinga's Evolutionary Argument Against Naturalism, Cornell University Press. ISBN 0-8014-8763-3
- William Lane Craig and J.P. Moreland, eds., 2000, Naturalism: A Critical Analysis, Routledge. ISBN 0-415-23524-3
- Stewart Goetz and Charles Taliaferro, 2008, Naturalism, Eerdmans Publishing. ISBN 978-0-8028-0768-7
- Phillip E. Johnson, 1998, Reason in the Balance: The Case Against Naturalism in Science, Law & Education, InterVarsity Press. ISBN 0-8308-1929-0 and 2002, The Wedge of Truth: Splitting the Foundations of Naturalism, InterVarsity Press. ISBN 0-8308-2395-6
- C.S. Lewis, ed., 1996, "Miracles", Harper Collins. ISBN 0-06-065301-9
- Michael Rea, 2004, World without Design: The Ontological Consequences of Naturalism, Oxford University Press. ISBN 0-19-924761-7
- Victor Reppert, 2003, C.S. Lewis's Dangerous Idea: In Defense of the Argument from Reason, InterVarsity Press. ISBN 0-8308-2732-3
- Mark Steiner, 2002, The Applicability of Mathematics as a Philosophical Problem, Harvard University Press. ISBN 0-674-00970-3

### Livros
- Audi, Robert (1996). «Naturalism». In:  Borchert, Donald M. The Encyclopedia of Philosophy Supplement. USA: Macmillan Reference. pp. 372–374
- Carrier, Richard (2005). Sense and Goodness without God: A defense of Metaphysical Naturalism. [S.l.]: AuthorHouse. 444 páginas. ISBN 1-4208-0293-3
- Gould, Stephen J. (1984). «Toward the vindication of punctuational change in catastrophes and earth history». In:  Bergren, W. A.; Van Couvering, J. A. Catastrophes and Earth History. Princeton, New Jersey: Princeton University Press
- Gould, Stephen J. (1987). Time’s Arrow, Time’s Cycle: Myth and Metaphor in the Discovery of Geological Time. Cambridge, MA: Harvard University Press. 119 páginas
- Danto, Arthur C. (1967). «Naturalism». In:  Edwords, Paul. The Encyclopedia of Philosophy. New York: The Macmillan Co. and The Free Press. pp. 448–450
- Hooykaas, R. (1963). The principle of uniformity in geology, biology, and theology 2nd ed. London: E.J. Brill
- Kurtz, Paul (1990). Philosophical Essays in Pragmatic Naturalism. [S.l.]: Prometheus Books
- Lacey, Alan R. (1995). «Naturalism». In:  Honderich, Ted. The Oxford Companion to Philosophy. [S.l.]: Oxford University Press. pp. 604–606
- Post, John F. (1995). «Naturalism». In:  Audi, Robert. The Cambridge Dictionary of Philosophy. [S.l.]: Cambridge University Press. pp. 517–518
- Rea, Michael (2002). World Without Design: The Ontological Consequences of Naturalism. [S.l.]: Oxford University Press. ISBN 0-19-924760-9
- Sagan, Carl (2002). Cosmos. [S.l.]: Random House. ISBN 978-0-375-50832-5
- Simpson, G. G. (1963). «Historical science». In:  Albritton Jr., C. C. Fabric of geology. Stanford, California: Freeman, Cooper, and Company
- Strahler, Arthur N. (1992). Understanding Science: An Introduction to Concepts and Issues. Buffalo: Prometheus Books
- Stone, J.A. (2008). Religious Naturalism Today: The Rebirth of a Forgotten Alternative. Col: G - Reference, Information and Interdisciplinary Subjects Series. [S.l.]: State University of New York Press. p. 2. ISBN 978-0-7914-7537-9. LCCN 2007048682

### Jornais
- Gould, Stephen J. (1965). "Is uniformitarianism necessary". American Journal of Science 263.

### Internet
- A., Kate; Sergei, Vitaly (2000). "Evolution and Philosophy: Science and Philosophy". Think Quest. Retrieved 19 January 2009.
- Papineau, David (2007). "Naturalism". In Edward N. Zalta. Stanford Encyclopedia of Philosophy (Spring 2007 ed.).
- Plantinga, Alvin (2010). "Religion and Science". Stanford Encyclopedia of Philosophy. Retrieved 3 November 2010.
- Schafersman, Steven D. (1996). "Naturalism is Today An Essential Part of Science". Retrieved 3 November 2010.